# Backenstein
Backenstein är en bergstopp i Österrike.   Den ligger i distriktet Liezen och förbundslandet Steiermark, i den centrala delen av landet, 200 kilometer väster om huvudstaden Wien. Toppen på Backenstein är 1 531 meter över havet. Backenstein ligger vid sjön Grundlsee.
Terrängen runt Backenstein är bergig åt sydost, men åt nordväst är den kuperad. Närmaste större samhälle är Bad Aussee, 7,7 kilometer sydväst om Backenstein. 
I omgivningarna runt Backenstein växer i huvudsak blandskog. Runt Backenstein är det ganska glesbefolkat, med 25 invånare per kvadratkilometer.